# Stefan Aškovski
Stefan Aškovski (Macedonisch: Стефан Ашковски) (Skopje, 24 februari 1992) is een Macedonisch voetballer die als verdediger voor PAS Lamia speelt.

## Carrière
Aškovski speelde in Servië bij FK Teleoptik en FK Partizan. Door deze club werd hij aan verschillende clubs verhuurd, tot hij in 2016 via Kayseri Erciyesspor bij Fortuna Sittard terechtkwam. Bij Fortuna Sittard maakte hij op 12 september 2016 zijn debuut in de Eerste divisie, in een met 3-0 verloren uitwedstrijd tegen Jong FC Utrecht. Hij kwam in de 46e minuut in het veld voor Frank Wiafe Danquah. Eind februari 2017 werd hij tot het einde van het seizoen 2016/17 verhuurd aan het Poolse Górnik Łęczna waarna hij weer terugkeerde in Sittard. In het seizoen 2017/18 werd hij met Fortuna tweede in de Eerste divisie, waarna het naar de Eredivisie promoveerde. Aškovski moest vertrekken, en sloot in september 2018 bij het Bulgaarse Slavia Sofia aan. Van 2019 tot 2021 speelde hij voor het Roemeense FC Botoșani, van 2021 tot 2022 voor ACS Sepsi OSK Sfântu Gheorghe en sindsdien bij het Griekse PAS Lamia.

### Statistieken
| Seizoen                        | Club                          | Land           | Competitie     | Competitie | Competitie | Beker | Beker | Internationaal | Internationaal | Totaal | Totaal |
| Seizoen                        | Club                          | Land           | Competitie     | Wed.       | Dlp.       | Wed.  | Dlp.  | Wed.           | Dlp.           | Wed.   | Dlp.   |
| ------------------------------ | ----------------------------- | -------------- | -------------- | ---------- | ---------- | ----- | ----- | -------------- | -------------- | ------ | ------ |
| 2009/10                        | FK Teleoptik                  | Servië         | Prva Liga      | 1          | 0          | 0     | 0     | –              | –              | 1      | 0      |
| 2010/11                        | FK Teleoptik                  | Servië         | Prva Liga      | 25         | 2          | 2     | 0     | –              | –              | 27     | 2      |
| 2011/12                        | FK Teleoptik                  | Servië         | Prva Liga      | 31         | 3          | 1     | 0     | –              | –              | 32     | 3      |
| 2012/13                        | FK Partizan                   | Servië         | Superliga      | 1          | 0          | 2     | 2     | 0              | 0              | 3      | 2      |
| 2013/14                        | → FK Donji Srem               | Servië         | Superliga      | 14         | 2          | 2     | 0     | –              | –              | 16     | 2      |
| 2013/14                        | → FK Napredak Kruševac        | Servië         | Superliga      | 11         | 0          | 0     | 0     | –              | –              | 11     | 0      |
| 2014                           | → Strømsgodset IF             | Noorwegen      | Tippeligaen    | 0          | 0          | 0     | 0     | 0              | 0              | 0      | 0      |
| 2014/15                        | → FK Shkëndija 79 Tetovo      | Macedonië      | Prva Liga      | 5          | 0          | 0     | 0     | 0              | 0              | 5      | 0      |
| 2015/16                        | → FK Novi Pazar               | Servië         | Superliga      | 14         | 3          | 0     | 0     | –              | –              | 14     | 3      |
| 2015/16                        | Kayseri Erciyesspor           | Turkije        | TFF 1. Lig     | 12         | 1          | 0     | 0     | –              | –              | 12     | 1      |
| 2016/17                        | Fortuna Sittard               | Nederland      | Eerste divisie | 15         | 0          | 1     | 0     | –              | –              | 16     | 0      |
| 2016/17                        | → Górnik Łęczna               | Polen          | I liga         | 1          | 0          | 0     | 0     | –              | –              | 1      | 0      |
| 2017/18                        | Fortuna Sittard               | Nederland      | Eerste divisie | 34         | 12         | 3     | 0     | –              | –              | 37     | 12     |
| 2018/19                        | Slavia Sofia                  | Bulgarije      | Parva Liga     | 16         | 0          | 1     | 0     | 0              | 0              | 17     | 0      |
| 2019/20                        | FC Botoșani                   | Roemenië       | Liga 1         | 34         | 5          | 2     | 1     | –              | –              | 36     | 6      |
| 2020/21                        | FC Botoșani                   | Roemenië       | Liga 1         | 21         | 2          | 2     | 1     | 2              | 0              | 25     | 3      |
| 2021/22                        | ACS Sepsi OSK Sfântu Gheorghe | Roemenië       | Liga 1         | 36         | 2          | 3     | 0     | 2              | 0              | 41     | 2      |
| 2022/23                        | ACS Sepsi OSK Sfântu Gheorghe | Roemenië       | Liga 1         | 1          | 0          | 0     | 0     | –              | –              | 1      | 0      |
| 2022/23                        | PAS Lamia                     | Griekenland    | Super League 1 | 12         | 0          | 3     | 1     | –              | –              | 15     | 1      |
| Carrièretotaal                 | Carrièretotaal                | Carrièretotaal | Carrièretotaal | 284        | 32         | 22    | 5     | 4              | 0              | 310    | 37     |
| Bijgewerkt op 24 februari 2023 |                               |                |                |            |            |       |       |                |                |        |        |

## Interlandcarrière
| Interlands van Stefan Aškovski voor (Noord)-Macedonië | Interlands van Stefan Aškovski voor (Noord)-Macedonië | Interlands van Stefan Aškovski voor (Noord)-Macedonië | Interlands van Stefan Aškovski voor (Noord)-Macedonië | Interlands van Stefan Aškovski voor (Noord)-Macedonië | Interlands van Stefan Aškovski voor (Noord)-Macedonië |
| №                                                     | Datum                                                 | Wedstrijd                                             | Uitslag                                               | Soort wedstrijd                                       | Doelpunten                                            |
| Als speler bij FK Novi Pazar                          | Als speler bij FK Novi Pazar                          | Als speler bij FK Novi Pazar                          | Als speler bij FK Novi Pazar                          | Als speler bij FK Novi Pazar                          | Als speler bij FK Novi Pazar                          |
| ----------------------------------------------------- | ----------------------------------------------------- | ----------------------------------------------------- | ----------------------------------------------------- | ----------------------------------------------------- | ----------------------------------------------------- |
| 1.                                                    | 5 september 2015                                      | Luxemburg – Macedonië                                 | 1 – 0                                                 | EK 2016 Kwalificatie                                  | 0                                                     |
| 2.                                                    | 8 september 2015                                      | Macedonië – Spanje                                    | 0 − 1                                                 | EK 2016 Kwalificatie                                  | 0                                                     |
| 3.                                                    | 9 oktober 2015                                        | Macedonië – Oekraïne                                  | 0 − 2                                                 | EK 2016 Kwalificatie                                  | 0                                                     |
| Als speler bij FC Botoșani                            |                                                       |                                                       |                                                       |                                                       |                                                       |
| 4.                                                    | 28 maart 2021                                         | Noord-Macedonië – Liechtenstein                       | 5 – 0                                                 | WK 2022 Kwalificatie                                  | 0                                                     |
| Als speler bij ACS Sepsi OSK Sfântu Gheorghe          |                                                       |                                                       |                                                       |                                                       |                                                       |
| 5.                                                    | 2 september 2021                                      | Noord-Macedonië – Armenië                             | 0 – 0                                                 | WK 2022 Kwalificatie                                  | 0                                                     |
| 6.                                                    | 8 september 2021                                      | Noord-Macedonië – Roemenië                            | 0 – 0                                                 | WK 2022 Kwalificatie                                  | 0                                                     |
| 7.                                                    | 8 oktober 2021                                        | Liechtenstein – Noord-Macedonië                       | 0 – 4                                                 | WK 2022 Kwalificatie                                  | 0                                                     |
| 8.                                                    | 11 oktober 2021                                       | Noord-Macedonië – Duitsland                           | 0 – 4                                                 | WK 2022 Kwalificatie                                  | 0                                                     |
| 9.                                                    | 11 november 2021                                      | Armenië – Noord-Macedonië                             | 0 – 5                                                 | WK 2022 Kwalificatie                                  | 0                                                     |
| 10.                                                   | 14 november 2021                                      | Noord-Macedonië – IJsland                             | 3 – 1                                                 | WK 2022 Kwalificatie                                  | 0                                                     |
| 11.                                                   | 24 maart 2022                                         | Italië – Noord-Macedonië                              | 0 – 1                                                 | WK 2022 Kwalificatie                                  | 0                                                     |
| 12.                                                   | 29 maart 2022                                         | Portugal – Noord-Macedonië                            | 2 – 0                                                 | WK 2022 Kwalificatie                                  | 0                                                     |
| 13.                                                   | 2 juni 2022                                           | Bulgarije – Noord-Macedonië                           | 1 – 1                                                 | Nations League 2022/23                                | 0                                                     |
| 14.                                                   | 5 juni 2022                                           | Gibraltar – Noord-Macedonië                           | 0 – 2                                                 | Nations League 2022/23                                | 0                                                     |
| 15.                                                   | 9 juni 2022                                           | Noord-Macedonië – Georgië                             | 0 – 3                                                 | Nations League 2022/23                                | 0                                                     |
| Als speler bij PAS Lamia                              |                                                       |                                                       |                                                       |                                                       |                                                       |
| 16.                                                   | 23 september 2022                                     | Georgië – Noord-Macedonië                             | 2 – 0                                                 | Nations League 2022/23                                | 0                                                     |
| 17.                                                   | 26 september 2022                                     | Noord-Macedonië – Bulgarije                           | 0 – 1                                                 | Nations League 2022/23                                | 0                                                     |
| 18.                                                   | 20 november 2022                                      | Noord-Macedonië – Azerbeidzjan                        | 1 – 3                                                 | Vriendschappelijk                                     | 0                                                     |